# Pestalotiopsis maculans
Pestalotiopsis maculans är en svampart som först beskrevs av August Karl Joseph Corda, och fick sitt nu gällande namn av Nag Raj 1985. Pestalotiopsis maculans ingår i släktet Pestalotiopsis och familjen Amphisphaeriaceae.   Inga underarter finns listade i Catalogue of Life.